# Iván Morante
Iván Morante Ruiz (León, 15 gennaio 2001) è un calciatore spagnolo, centrocampista del Burgos.

## Carriera

### Club
Morante è entrato a far parte del settore giovanile del Villarreal nel 2013, proveniente dal CD Ejido. Nel 2019 è stato aggregato alla squadra B, con cui ha debuttato il 14 settembre nell'incontro di Segunda División B vintov per 3-0 contro lo Llagostera.
Il 30 gennaio 2020 è stato acquistato dal Real Madrid, che lo ha inserito nella formazione Juvenil A. Nella stagione successiva è stato aggregato alla rosa del Castilla con cui debuttato il 25 ottobre contro il Getafe B. L'11 dicembre 2021 ha segnato il suo primo gol in carriera, nel pareggio per 1-1 contro il Siviglia Atlético.
Il 19 luglio 2022 è stato ceduto a titolo definitivo all'Ibiza, neopromosso in Segunda División. Al termine della stagione, con il club retrocesso, è stato prestato al Racing Santander.

### Nazionale
Ha giocato nelle nazionali giovanili spagnole Under-17, Under-18, Under-19 ed Under-20.

## Statistiche

### Presenze e reti nei club
Statistiche aggiornate al 21 dicembre 2023.
| Stagione        | Squadra          | Campionato      | Campionato | Campionato | Coppe nazionali | Coppe nazionali | Coppe nazionali | Coppe continentali | Coppe continentali | Coppe continentali | Altre coppe | Altre coppe | Altre coppe | Totale | Totale | Totale |
| Stagione        | Squadra          | Comp            | Pres       | Reti       | Comp            | Pres            | Reti            | Comp               | Pres               | Reti               | Comp        | Pres        | Reti        | Pres   | Reti   |        |
| --------------- | ---------------- | --------------- | ---------- | ---------- | --------------- | --------------- | --------------- | ------------------ | ------------------ | ------------------ | ----------- | ----------- | ----------- | ------ | ------ | ------ |
| 2019-2020       | Villarreal B     | SDB             | 4          | 0          |                 | -               | -               |                    | -                  | -                  |             | -           | -           | 4      | 0      |        |
| 2020-2021       | Real M. Castilla | SDB             | 15         | 0          |                 | -               | -               |                    | -                  | -                  |             | -           | -           | 15     | 0      |        |
| 2021-2022       | Real M. Castilla | PDR             | 23         | 1          |                 | -               | -               |                    | -                  | -                  |             | -           | -           | 23     | 1      |        |
| 2022-2023       | Ibiza            | SD              | 32         | 1          | CR              | 2               | 0               |                    | -                  | -                  |             | -           | -           | 34     | 1      |        |
| 2023-2024       | Racing Santander | SD              | 18         | 1          | CR              | 1               | 0               |                    | -                  | -                  |             | -           | -           | 19     | 1      |        |
| Totale carriera | Totale carriera  | Totale carriera | 92         | 3          |                 | 3               | 0               |                    | -                  | -                  |             | -           | -           | 95     | 3      |        |